# Notharun, Ingå
Notharun är en ö i Finland. Den ligger i Finska viken och i kommunen Ingå i den ekonomiska regionen  Raseborg i landskapet Nyland, i den södra delen av landet. Ön ligger omkring 46 kilometer väster om Helsingfors.
Öns area är 0,4 hektar och dess största längd är 90 meter i nord-sydlig riktning.